# Xin-Dynastie
Die Xin-Dynastie (chinesisch 新朝, Pinyin Xīncháo – „Neue Dynastie“) war die kürzeste Herrschaftsperiode im Kaiserreich China und dauerte 14 Jahre von 9 bis 23 n. Chr. Sie stellte ein Intermezzo innerhalb der Han-Dynastie dar, die dadurch in eine westliche und eine östliche Periode (so benannt wegen der Lage ihrer Hauptstädte) geschieden wird. Die Dynastie bestand nur aus einem einzigen Herrscher, Kaiser Wang Mang.

## Überblick
Infolge seiner ungünstigen Politik sowohl innen- (missglückte Reformen, schwere Missernten und Hungersnöte infolge Überschwemmungen des Huang He) als auch außenpolitisch beschwor Wang Mang einen Bauernaufstand herauf, der als „Aufstand der Roten Augenbrauen“ in die Geschichte einging. Während dieser Revolte ging die Dynastie im Herbst 23 mit dem Tod des Kaisers bei der Erstürmung der Hauptstadt Chang’an bereits wieder zu Ende, noch bevor die Armee Liu Xuans, eines Nachkommen des Kaiserhauses, Chang’an erreichte.
Liu Xuan regierte als Kaiser Gengshi, bis er im Jahre 25 durch Liu Xiu gestürzt wurde. Der bestieg als Kaiser Han Guangwudi den Thron und verlegte die Hauptstadt in den Osten des Landes nach Luoyang. Mehr als 15 Jahre dauerte es, bis er sein Reich wieder kontrollieren und befrieden konnte. So wurde die Han-Dynastie durch einen Vertreter der ursprünglichen Familie Liu wiederhergestellt.